# Pastora de Occidente
No confundir con los desparecidos Pastora BBC o Pastora de Los Llanos
Pastora de Occidente fue un equipo perteneciente a la Liga Venezolana de Béisbol Profesional, anteriormente conocidos como Petroleros de Cabimas. En la temporada 1995-1996 cambian de nombre y mudan su sede al Estadio Luis Aparicio "El Grande" de la ciudad de Maracaibo, Estado Zulia.  
Al igual que su predecesor Petroleros de Cabimas, Pastora no clasificó a la postemporada, estando muy cerca de hacerlo en su primera temporada (95-96), cayendo en un juego extra ante Águilas del Zulia, equipo con el cual terminó empatado en el tercer lugar de la División Occidental, motivo por el cual se vio necesario un juego extra por el último cupo al Round Robin, cupo que terminaron ganando los rapaces. A la temporada siguiente (96-97) quedaron últimos en su división, aunque le propinaron un no hit no run a Caribes de Oriente, el equipo desaparecería al final de la temporada por los malos resultados.  
También jugó unos pocos juegos en el estadio "Antonio Herrera Gutiérrez" de la ciudad de Carora, Estado Lara  como sede alternativa.
En las dos temporadas que disputó tuvo como mánager a Domingo Carrasquel.
En 1997 la franquicia se muda a la ciudad de Araure pasando a denominarse Pastora de Los Llanos.

## Uniformes
Pastora de Occidente utilizaban uniformes que hacían recordar al antiguo pastora de la Liga Occidental de Béisbol

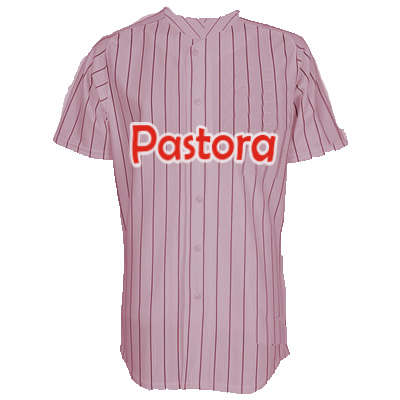
Uniforme de Visitante Pastora de Occidente